# Yossi Beilin
Dr. Yosef "Yossi" Beilin (em hebraico:  יוסף "יוסי" ביילין 12 de junho de 1948) é um estadista e estudioso israelense.

## Biografia
Foi criado em Tel Aviv, em uma tradicional liberal agregado familiar. Com a idade de bar mitzvah, ele adotou uma forma mais rigorosa a vida religiosa, apesar de não optar por usar um Quipá (tradicional Judaica pac). Ele estudou em Herzliya Ginásio da escola. Nas Forças de Defesa de Israel (IDF), ele serviu no signal corps e participou da Guerra dos Seis Dias (1967) no Sinai, na Divisão 8. Na Guerra do Yom Kippur (1973), ele serviu no quartel-general do exército. O trauma da guerra abalou sua fé e ele parou de viver um estilo de vida religiosa.Estadista e estudioso que serviu em vários ministerial e posições de liderança no governo de israel. Grande parte de sua carreira política estava no Partido Trabalhista. Ele também atuou como presidente do Meretz-Yachad partido político. Depois de se aposentar da vida política, Beilin fundada 'Beilink', uma empresa de consultoria da empresa. Ele também escreve artigos de opinião em israel papéis Haaretz e Israel Hayom.
Em 1969, ele começou sua carreira como jornalista para o jornal Davar e, em 1977, entrou na arena política como um porta-voz do Partido Trabalhista. A seguir 1984 eleição do Primeiro-ministro de Israel Shimon Peres, ele atuou como Secretaria de Gabinete e, em 1986, tornou-se diretor do Ministério dos Negócios Estrangeiros.

## Pontos de vista
Ele é agnóstico , mas descobre que está sendo Judaico central para a sua identidade
Em um op-ed publicado no New York Times em Maio de 2015, ele ligou para o estabelecimento de uma joint-Israelense-Palestino confederação, sem qualquer "artificial partição". Israel e Palestina em dois estados independentes, como parte desta confederação, cada um com o seu próprio parlamento e do governo, mas também pelo conjunto de instituições que irão lidar com problemas comuns, tais como água, infra-estrutura, meio ambiente, governo e serviços de emergência.

## Atividade empresarial
Beilin é, atualmente, o Fundador e Presidente da Beilink, uma empresa de consultoria de negócios que ajudar os clientes a ligar para novos mercados, tanto em Israel e no exterior, fazer investimentos estratégicos e decisões, estabelecer fortes relações internacionais com as principais partes interessadas, navegar no espectro entre a política e a esfera privada, localize os investidores, e, finalmente, expandir e fortalecer os negócios.

## Conquistas
Em novembro de 2009 foi condecorado com a Ordem Nacional da Legião de Honra pelo embaixador francês para Israel.

## Vida pessoal
Yossi Beilin agora vive em Tel Aviv com sua esposa. Ele tem dois filhos e três netas.